# Handball Club Berchem
Maillots
Le HC Berchem est un club de handball situé à Roeser. Le club possède une équipe masculine jouant en Ligue de championnat.